# Aleksandr Fajbyszew
Aleksandr Nikołajewicz Fajbyszew (ros. Александр Николаевич Файбышев, ur. 1900, zm. 23 września 1938) – polityk Ukraińskiej SRR.

## Życiorys
Był członkiem WKP(b). W 1938 pełnił funkcję przewodniczącego Komitetu Organizacyjnego Prezydium Wszechukraińskiego Centralnego Komitetu Wykonawczego na obwód żytomierski. W 1938 podczas wielkiego terroru został aresztowany i następnie stracony.